# Cáceres (pokrajina)
 Ovo je glavno značenje pojma Cáceres (pokrajina). Za druga značenja pogledajte Cáceres.
Cáceres (estremadurski: Caçris) je provincija u Španjolskoj. Nalazi se u autonomnoj zajednici Ekstremaduri. Druga je po veličini u Španjolskoj. Sjedište provincije je Cáceres. Drugi gradovi provincije je Plasencia (ostala naselja: Montehermoso). Provincija ima 408.703 stanovnika (1. siječnja 2014.), a prostire se na 19.868 km2. Službeni je jezik španjolski, a ostali jezici koji se govore su estremadurski, portugalski i fala.

## Vanjske poveznice
- Službene stranice